# Procecidochares polita
Procecidochares polita es una especie de insecto del género Procecidochares de la familia Tephritidae del orden Diptera.
 Friedrich Hermann Loew la describió en 1862.
Se encuentra en Estados Unidos.